# 克魯斯堡魔咒
克鲁斯堡魔咒（英語：Crucible curse/The curse of the Crucible）是一個在職業司諾克比賽中發生的現象，指自1977年司諾克世界錦標賽移至英國雪菲爾克鲁斯堡劇院舉行以來，首次奪冠的選手都未能於隔年衛冕成功。從1979年的冠軍泰瑞·格里菲斯（1980年止步第二輪）開始，19位首次奪得世界冠軍的選手都未能衛冕，不過喬·約翰遜和肯·達赫蒂在首次奪冠隔年打進了決賽。而在克魯斯堡時代之前，共有三位世界冠軍成功衛冕冠軍頭銜。

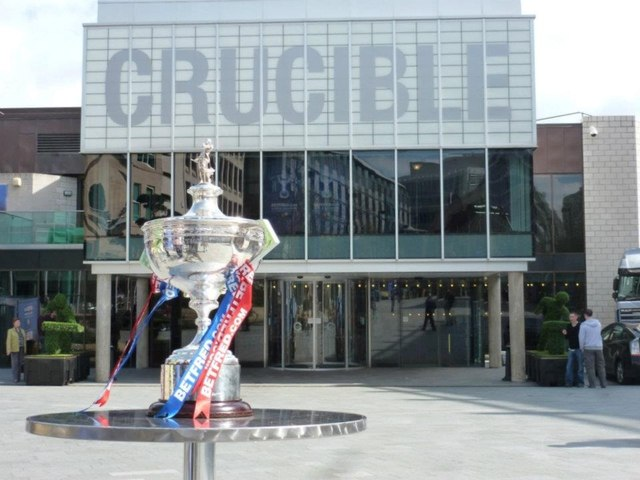
世界錦標賽獎盃與克魯斯堡劇院

魔咒至今尚未被打破，最近一次發生是在2025年世界錦標賽，2024年的冠軍奇倫·威爾森於第一輪遭到淘汰。

## 歷年情況
下面所列出的選手都經歷了克魯斯堡魔咒，未能在次年的世界錦標賽上成功衛冕。
| 年份 | 衛冕冠軍                | 成績     | 結果  | 對手                      | 來源   |
| ---- | ----------------------- | -------- | ----- | ------------------------- | ------ |
| 1980 | 泰瑞·格里菲斯（威尔士） | 第二輪   | 10–13 | 史蒂夫·戴維斯（英格兰）   | [ 5 ]  |
| 1981 | 克里夫·索本（加拿大）   | 準決賽   | 10–16 | 史蒂夫·戴維斯（英格兰）   | [ 6 ]  |
| 1982 | 史蒂夫·戴維斯（英格兰） | 第一輪   | 1–10  | 東尼·諾爾斯（英格兰）     | [ 7 ]  |
| 1986 | 丹尼斯·泰勒（北爱尔兰） | 第一輪   | 6–10  | 麥克·哈雷特（英格兰）     | [ 8 ]  |
| 1987 | 喬·約翰遜（英格兰）     | 決賽     | 14–18 | 史蒂夫·戴維斯（英格兰）   | [ 9 ]  |
| 1991 | 史蒂芬·亨得利（蘇格蘭） | 半準決賽 | 11–13 | 史蒂夫·詹姆斯（英格兰）   | [ 10 ] |
| 1992 | 約翰·帕洛特（英格兰）   | 半準決賽 | 12–13 | 阿倫·麥克馬納斯（蘇格蘭） | [ 11 ] |
| 1998 | 肯·達赫蒂（爱尔兰）     | 決賽     | 12–18 | 約翰·希金斯（蘇格蘭）     | [ 12 ] |
| 1999 | 約翰·希金斯（蘇格蘭）   | 準決賽   | 10–17 | 馬克·威廉斯（威尔士）     | [ 13 ] |
| 2001 | 馬克·威廉斯（威尔士）   | 第二輪   | 12–13 | 喬·斯威爾（北爱尔兰）     | [ 14 ] |
| 2002 | 羅尼·奧沙利文（英格兰） | 準決賽   | 13–17 | 史蒂芬·亨得利（蘇格蘭）   | [ 15 ] |
| 2003 | 彼得·艾伯頓（英格兰）   | 半準決賽 | 12–13 | 保羅·亨特（英格兰）       | [ 16 ] |
| 2006 | 肖恩·墨菲（英格兰）     | 半準決賽 | 7–13  | 彼得·艾伯頓（英格兰）     | [ 17 ] |
| 2007 | 格林美·杜特（蘇格蘭）   | 第一輪   | 7–10  | 伊恩·麥克洛克（英格兰）   | [ 18 ] |
| 2011 | 尼爾·羅伯森（澳大利亚） | 第一輪   | 8–10  | 賈德·川普（英格兰）       | [ 19 ] |
| 2015 | 馬克·塞爾比（英格兰）   | 第二輪   | 9–13  | 安東尼·麥基爾（蘇格蘭）   | [ 20 ] |
| 2016 | 史都華·賓漢（英格兰）   | 第一輪   | 9–10  | 阿里·卡特（英格兰）       | [ 21 ] |
| 2020 | 賈德·川普（英格兰）     | 半準決賽 | 9–13  | 奇倫·威爾森（英格兰）     | [ 22 ] |
| 2024 | 路卡·布里塞爾（比利时） | 第一輪   | 9–10  | 大衛·吉爾伯特（英格兰）   | [ 23 ] |
| 2025 | 奇倫·威爾森（英格兰）   | 第一輪   | 9–10  | 雷佩凡（中国）            | [ 24 ] |

在克魯斯堡劇場首次赢得世界冠軍的20名選手中，有8人以衛冕冠軍的身份在比赛首輪失利：1980年的泰瑞·格里菲斯、1982年的史蒂夫·戴維斯、1986年的丹尼斯·泰勒、2007年的格林美·杜特、2011年的尼爾·羅伯森、2016年的史都華·賓漢、2024年的路卡·布里塞爾和2025年的奇倫·威爾森。19人中只有兩人能夠以衛冕冠軍的身份晉級決賽：1987年的喬·約翰遜和1998年的肯·達赫蒂。約翰遜僅差四局就能衛冕成功，最接近打破魔咒。
有四位選手曾在克鲁斯堡劇院蟬聯世界冠軍：史蒂夫·戴維斯（1983-1984年和1987-1989年）、史蒂芬·亨得利（1992-1996年）、羅尼·奥沙利文（2012-2013年）和馬克·塞爾比（2016-2017年），然而他們在贏得第一個世界冠軍後都曾經歷過克魯斯堡魔咒。

## 克魯斯堡時期之前
在所有獲得司諾克世界冠軍的選手中，只有三人在首次獲得冠軍的下一屆世錦賽中衛冕成功： 1928年的喬·戴維斯、1949年其胞弟佛雷德·戴維斯和1964年首次參賽的約翰·普爾曼。
現代司諾克世錦賽（1969年後改挑戰賽為淘汰賽）也還没有一名運動員成功衛冕世界冠軍，即使在錦標賽在克魯斯堡劇院舉行之前也是如此。1969至1977年間，約翰·史賓塞、雷·里爾頓和亞歷克斯·希金斯赢得了世錦賽冠軍，但在次年皆未能衛冕（不屬於魔咒的範圍）。後來三位選手均在克魯斯堡獲得過冠軍，但次年卻未能成功衛冕，陷入了魔咒。
| 年份                               | 衛冕冠軍                    | 成績     | 結果  | 對手                    | 來源   |
| ---------------------------------- | --------------------------- | -------- | ----- | ----------------------- | ------ |
| 首次獲得世界冠軍的次年             |                             |          |       |                         |        |
| 1970                               | 約翰·史賓塞（英格兰）       | 準決賽   | 33–37 | 雷·里爾頓（威尔士）     | [ 29 ] |
| 1971                               | 雷·里爾頓（威尔士）         | 準決賽   | 15–34 | 約翰·史賓塞（英格兰）   | [ 30 ] |
| 1973                               | 亞歷克斯·希金斯（北爱尔兰） | 準決賽   | 9–23  | 埃迪·查爾頓（澳大利亚） | [ 31 ] |
| 首次在克魯斯劇院獲得世界冠軍的次年 |                             |          |       |                         |        |
| 1978                               | 約翰·史賓塞（英格兰）       | 第二輪   | 8–13  | 佩里·曼斯（南非）       | [ 32 ] |
| 1979                               | 雷·里爾頓（威尔士）         | 半準決賽 | 8–13  | 丹尼斯·泰勒（北爱尔兰） | [ 33 ] |
| 1983                               | 亞歷克斯·希金斯（北爱尔兰） | 準決賽   | 5–16  | 史蒂夫·戴維斯（英格兰） | [ 34 ] |